# Сич хатній
Сич хатній (Athene noctua) — птах родини совові (Strigidae). В Україні звичайний осілий птах усіх зон.

## Зовнішній вигляд
Дрібна сова, за розмірами подібна до дрозда-чикотня (Turdus pilaris) з великою плескатою головою. Через плескату голову дзьоб та очі здаються великими. Райдужна оболонка очей жовта, зіниці чорні. Дзьоб жовтий. Під дзьобом достатньо довга і широка біла смуга. Лицевий диск не виражений і зливається з шиєю. Довкола очей світлі круги, іноді з доволі чіткими валиками між очима, з білих пір'їн у вигляді вертикальних брів у формі півмісяця. Загальний тон забарвлення бурий або сіро-бурий. На голові світлі довгасті плями. На спинній стороні круглясті білі плями. На грудях і черевці коричневі або бурі видовжені плями. Низ крила білий. На хвості 4 широкі смуги. Пальці оперені до середини або на третину. Довжина тіла 23—27,5 см, вага 150–190 г.
Самки на 30—40 грам більші за самців, однак забарвлені так само.

## Голос
Сич має вельми широкий репертуар звуків: від подібних до виття, хропіння або нявкання до м'яких і мелодійних вигуків.

## Поширення
Гніздиться в степовій і лісостеповій зонах, місцями проникаючи в південні райони лісової зони. В Європейській частині пов'язаний, в більшості випадків, з урбанізованими територіями і людськими будівлями, в Азійській частині — з природними гірсько-степовими біотопами.

## Особливості біології

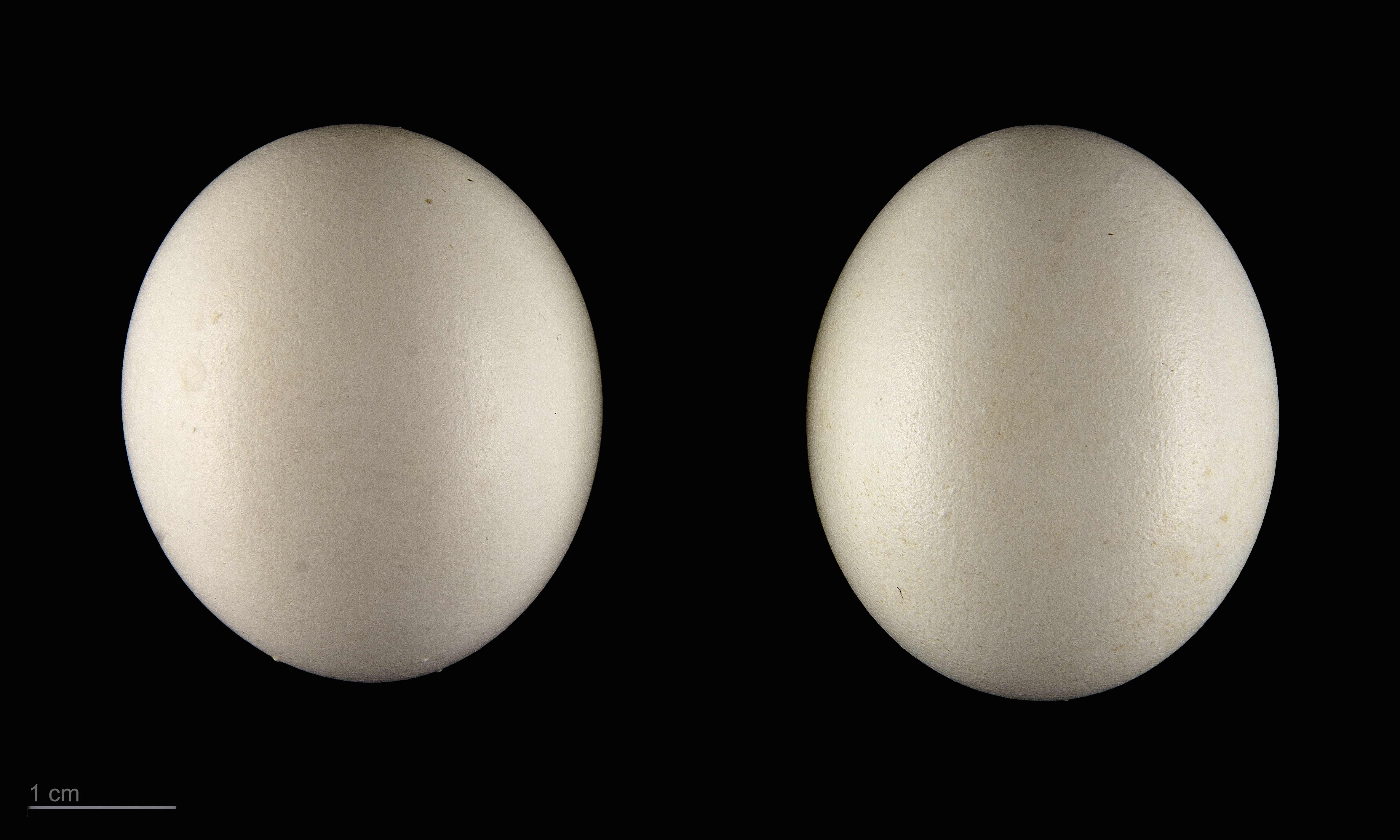
Яйця сича хатнього в оологічній колекції, Тулузький музей

Гніздиться у дуплах дерев, порожнинах будинків, скель тощо. Часто зустрічається у населених пунктах. У кладці 4-6 яєць.
Корисний птах (живиться переважно мишами).

## Охорона
Сич хатній занесений до Конвенції з міжнародної торгівлі вимираючими видами дикої фауни і флори (CITES) (Додаток ІІ) та Бернської конвенції (Додаток ІІ).
На регіональному рівні в Україні вид занесений до Червоних книг Дніпропетровської та Донецької областей. Як елемент біорізноманіття охороняється на багатьох природоохоронних територіях країни.